# Frontera entre Arabia Saudita y Yemen
La frontera entre Arabia Saudita y Yemen es el límite que separa Arabia Saudita y Yemen.

## Características
Las cuatro provincias saudíes fronterizas son, de oeste a este:
- Provincia de Jizán, capital Najrán,
- Provincia de Asir, capital Abha,
- Provincia de Najrán, capital Najrán,
- Provincia del Este, capital Dammam, punta sur.

Las cinco provincias yemeníes fronterizas son, de oeste a este:
- Gobernación de Hajjah, capital Hajjah,
- Gobernación de Sa'dah, capital Sa'dah,
- Gobernación de Al Yauf, capital Al Hazm,
- Gobernación de Hadramaut, capital Al Mukalla,
- Gobernación de Al Mahrah, capital Al Ghaydah, punta norte.

## Historia
La frontera fue trazada por St. John Philby en los años 1930.
Su trazo fue oficializado por la firma del Tratado de Yeda entre ambos países el 12 de junio de 2000. Antes de esta fecha, los saudíes reivindicaban una vasta zona triangular formada por las ciudades de Al Buqa', Marib y Al Wadi'ah («Línea Hamza»). Esta región, que no estaba delimitada, conformaba un peligroso saliente saudí para los yemeníes ya que la ciudad de Marib se encuentra a aproximadamente 120 km al este de la capital de Yemen, Saná. El tratado hacía desaparecer este inconveniente.
Consecutivamente a la firma del tratado, la frontera fue materializada sobre el terreno por la entidad privada Hansa Luftbild German Air Surveys, que acabó esta misión en 2003.
En el tratado, se estipuló que una franja de 20 km de cada lado de la frontera tiene que quedar desmilitarizada. La frontera que queda discutida por las tribus locales, sobre todo las Waila y las Yam, Arabia Saudita construyó en la zona desmilitarizada un muro de contención. Éste, elevado unos tres metros, fue edificado sobre una longitud de 42 kilómetros; la construcción fue interrumpida en 2004 por la intervención de Egipto y de Estados Unidos en Yemen.
Según The New York Times de mayo de 2018, en el marco de la guerra civil yemení, de las fuerzas especiales estadounidenses estarían desplegadas en la frontera entre la Arabia Saudita y Yemen, para proteger el borde de los hutíes y para ayudar las fuerzas saudíes en encontrar sus misiles.